# باجاج بولسار
باجاج بولسار (بالإنجليزية: Bajaj Pulsar)‏ هي مجموعة وسلسلة من الدراجات النارية المصنعة بواسطة باجاج اوتو في الهند. تم تطويرها بواسطة قسم هندسة وتطوير المنتجات التابعة لمجموعة باجاج.

## تاريخ
تم إطلاق باجاج بولسار في 24 نوفمبر 2001. كان الجيل الأول من بولسار مزودًا بمحرك ثنائي الصمامات 150/180 سم مكعب، مبرد بالهواء، اسطوانة واحدة، رباعي الأشواط، والذي ينتج 12/15 حصانًا من الطاقة القصوى على التوالي. تتميز بشمعة احتراق واحدة لإشعال خليط الهواء والوقود الذي يتم تغذيته من المكربن، وممتصات الصدمات الزنبركية البسيطة، وقبة المصابيح الأمامية المستديرة، وخزان وقود ضخم سعته 18 لترًا، وقاعدة عجلات بطول 1265 ملم. كانت الفرامل القرصية كمعدات قياسية أمرًا جديدًا في الدراجات النارية الهندية في أوائل العقد الأول من القرن الحادي والعشرين.